# Вузьке (орнітологічний заказник)
Вузьке́ — орнітологічний заказник місцевого значення в Україні. Розташований у межах Сосницькому району Чернігівської області, на схід від села Кудрівка. 
Площа 26,2 га. Статус присвоєно згідно з рішенням Чернігівської обласної ради від 14.05.1999 року. Перебуває у віданні ДП «Холминське лісове господарство» (Сосницьке л-во, кв. 42, вид. 2-4; кв. 43, вид. 1-3). 
Статус присвоєно для збереження частини лісового масиву на лівобережжі річки Убідь, яке є місцем гніздування або зупинки багатьох видів перелітніх птахів, у тому числі рідкісних. 